# Horní Planá
Horní Planá település Csehországban, a Český Krumlov-i járásban. Horní Planá Nová Pec, Černá v Pošumaví és Boletice településekkel határos. Lakosainak száma 1980 fő (2024. január 1.).

## Népesség
A település lakosságának változását az alábbi diagram mutatja:
| Lakosok száma | 6105 | 7284 | 7044 | 2268 | 2130 | 2293 | 2078 | 2088 | 1993 | 1980 |
|               | 1869 | 1890 | 1921 | 1950 | 1980 | 2001 | 2017 | 2019 | 2022 | 2024 |